# Hemimycena ochrogaleata
Hemimycena ochrogaleata är en svampart som först beskrevs av J. Favre, och fick sitt nu gällande namn av Meinhard (Michael) Moser 1978. Enligt Catalogue of Life ingår Hemimycena ochrogaleata i släktet Hemimycena,  och familjen Mycenaceae, men enligt Dyntaxa är tillhörigheten istället släktet Hemimycena,  och familjen Chromocyphellaceae. Artens status i Sverige är: Ej påträffad. Inga underarter finns listade i Catalogue of Life.